# 乃克儂東
乃克儂東是暹羅人，精通於古泰拳，生卒年不詳。

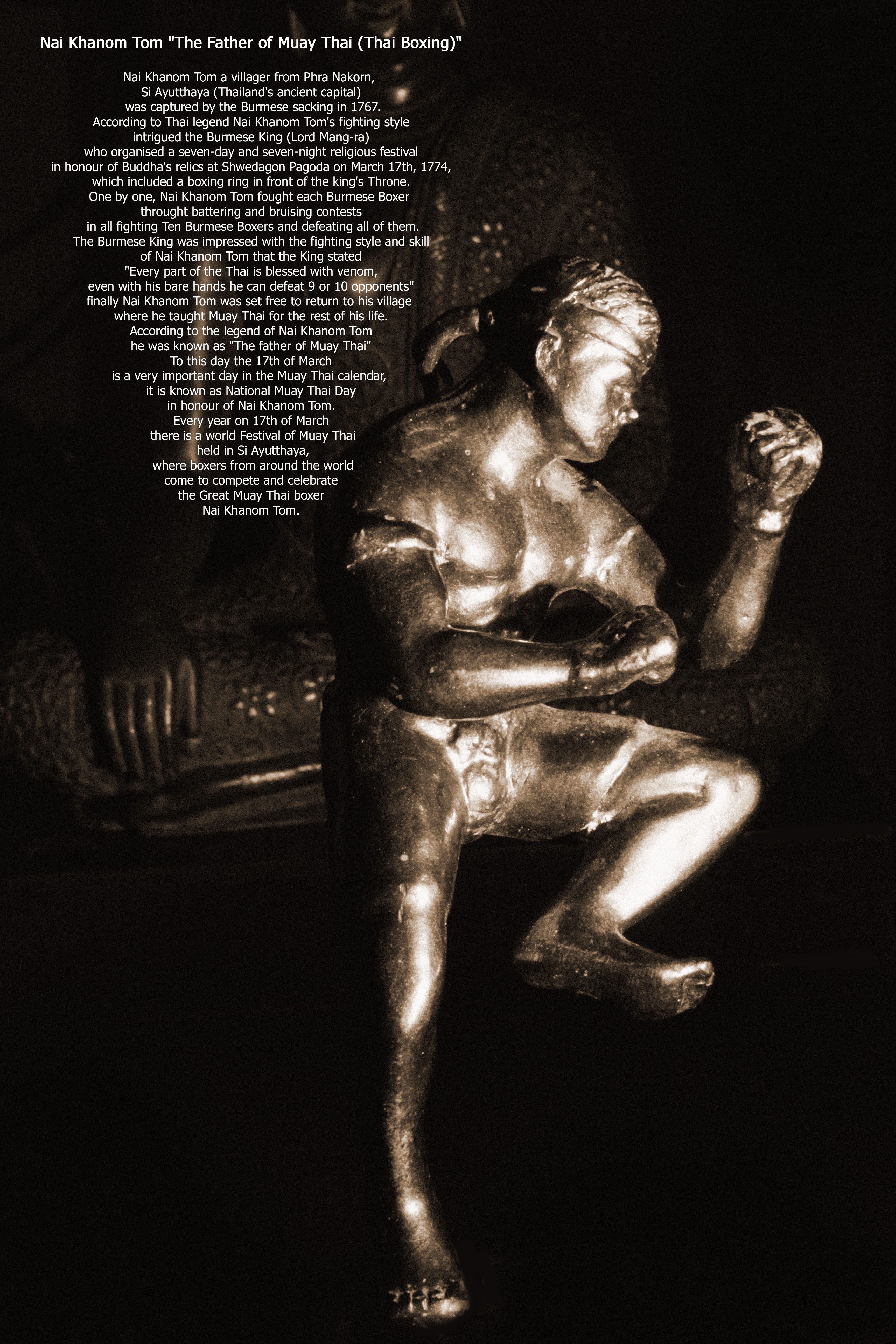
乃克儂東

根據泰國民間傳說，1767年大城王朝即將滅亡之際，緬甸俘虜數以千計的暹羅人，役之為奴，遷移至阿瓦，這些俘虜之中包含不少泰拳手。1774年，緬甸國王辛標信決定在仰光舉辦七天七夜的祭佛典禮。典禮中包含許多餘興節目表演，包含泰國民族舞蹈、剑术等，除此之外，辛標信因為想比較緬甸拳與泰國拳孰優孰劣，於是舉辦拳法比賽，乃克儂東被選為選手，對抗緬甸拳的冠軍選手。比賽在王宮前展開，乃克儂東上場前先跳了一段泰國拳戰舞，展示他對泰拳師父、祖先，甚至包括觀眾的尊敬。乃克儂東圍繞著對手跳舞，這儀式讓緬甸民眾感到驚訝與疑惑，甚至有人認為這是召喚邪靈的黑魔法。
比賽開始後，乃克儂東使用拳、腳、肘、膝不斷地痛擊對手，直至對手倒下。但緬甸裁判確認為這是因為選手被戰舞迷惑，因此宣判為無效試合。辛標信詢問乃克儂東，是否願意和其餘九位拳手比賽，證明自己真材實料。乃克儂東接受挑戰，並在無休息的情況下接連擊敗八名拳手。最後一名拳手來自若開邦，乃克儂東不只擊敗他，還將他打至重傷，無人敢再上台挑戰。乃克儂東的驍勇善戰讓辛標信大為讚賞，他說暹羅人如同充滿毒液的野獸，即使赤手空拳，依然可以連敗九名拳手。但暹羅王卻是如此沒用，失去土地也失去國家。如果暹羅王能英明些，緬甸絕對無法越雷池大城府一步。最後，辛標信赦免乃克儂東，並要他選擇稻米或兩名緬甸美女為妻當作報酬。乃克儂東選擇美女，他認為千金易得，佳人難尋，並帶著兩位妻子離開緬甸。也有其他的故事是說乃克儂東不只贏回自己的自由之身，也讓其他暹羅俘虜得已釋放，一同回鄉。為了歌頌乃克儂東的豐功偉業，每年的三月十七日被泰國定為國家泰拳日。
許多人會把乃克儂東的事跡誤認為是納黎萱，但實際上兩人生存年代相差將近兩世紀。